# Alejandro Rodríguez Cadarso
Alejandro Rodríguez Cadarso (Noya, 21 de agosto de 1887 - Lubián, 15 de diciembre de 1933) fue un médico y político español, que fue rector de la Universidad de Santiago de Compostela y diputado por la ORGA, a la que estaba afiliado.
Alejandro Rodríguez Cadarso nació en la villa gallega de Noya en el seno de una familia de médicos acomodada. Su padre era médico cirujano, y procedía de Santiago de Compostela; su madre era natural de Noya. Era sobrino-nieto del almirante Luis Cadarso Rey, fallecido en la batalla de Cavite durante la guerra de independencia de Filipinas.
Rodríguez Cadarso obtuvo la cátedra de Anatomía Descriptiva en 1916. En 1925 publicó un estudio sobre la arteria carótida en el Journal of Anatomy. Fundó el Instituto de Estudios Portugueses y fue nombrado Vicerrector de la Universidad de Santiago el 4 de noviembre de 1930, así como diputado en Cortes por La Coruña (1931-1933), período durante el cual mostró su apoyo a la autonomía de Galicia. Ya como Rector, pretendió modernizar la Universidad y desarrolló las residencias de estudiantes en el Campus Sur (uno de los colegios mayores lleva su nombre).
Falleció prematuramente en un accidente de coche en el municipio de Lubián (Zamora) cuando se dirigía de Santiago a Madrid para asistir a dos conferencias. Dejó viuda e hijos.